# Demografia da Coreia do Norte

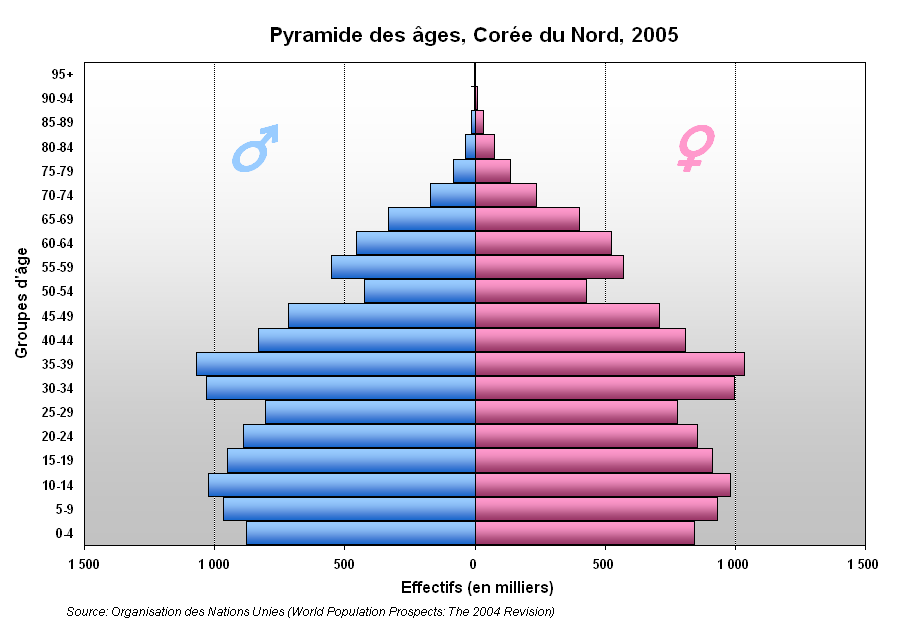
Pirâmide etária da Coreia do Norte.

A demografia da Coreia do Norte, com uma população de cerca de 25 milhões de habitantes, é uma das mais homogêneas étnica e linguisticamente do mundo, com um número muito pequeno de chineses, japoneses, vietnamitas, sul-coreanos, e uma minoria de europeus expatriados.
De acordo com o CIA World Factbook, a expectativa de vida da Coreia do Norte era de 63,8 anos em 2009, um valor quase equivalente ao do Paquistão e Myanmar e pouco menor que a da Rússia. A mortalidade infantil situa-se em um nível elevado, de 51,34, a qual é 2,5 vezes maior do que a da RPChina, 5 vezes a da Rússia e 12 vezes a da Coreia do Sul. De acordo com a lista "The State of the world's Children 2003" da UNICEF, a Coreia do Norte aparece na 73ª posição (com o primeiro lugar tendo o maior nível de mortalidade), entre a Guatemala (72ª) e Tuvalu (74º). A taxa de fecundidade da Coreia do Norte é relativamente baixa e situa-se em 1,96 em 2009, comparável à dos Estados Unidos e da França.

## Idioma
A Coreia do Norte compartilha a com a Coreia do Sul a língua coreana. Há diferenças dialéticas entre ambas as Coreias, porém a fronteira entre o Norte e o Sul não apresenta uma maioridade linguística. Enquanto prevalece no Sul, a adoção de termos modernos de línguas estrangeiras tem sido limitada na Coreia do Norte. O Hanja (caracteres chineses) não são mais utilizados na Coreia do Norte, embora ainda sejam usados ocasionalmente na Coreia do Sul. Ambas as Coreias partilham o sistema de escrita fonética chamado chosongul ao norte e hangul ao sul da DMZ. A romanização oficial difere nos dois países, com a Coreia do Norte usando um sistema McCune-Reischauer ligeiramente modificado, e a Coreia do Sul usando a Romanização Revisada do Coreano.

## Religião
Ambas as Coreias compartilham uma herança budista e confucionista. A constituição da Coreia do Norte declara que a liberdade de religião é permitida. De acordo com os padrões de religião ocidentais, a maioria da população norte-coreana pode ser caracterizada como irreligiosa. No entanto, a maioria é definida como religiosa de um ponto de vista sociológico e pelo fato da influência cultural de religiões tradicionais como do budismo e confucionismo ainda ter efeito na vida espiritual da Coreia do Norte.

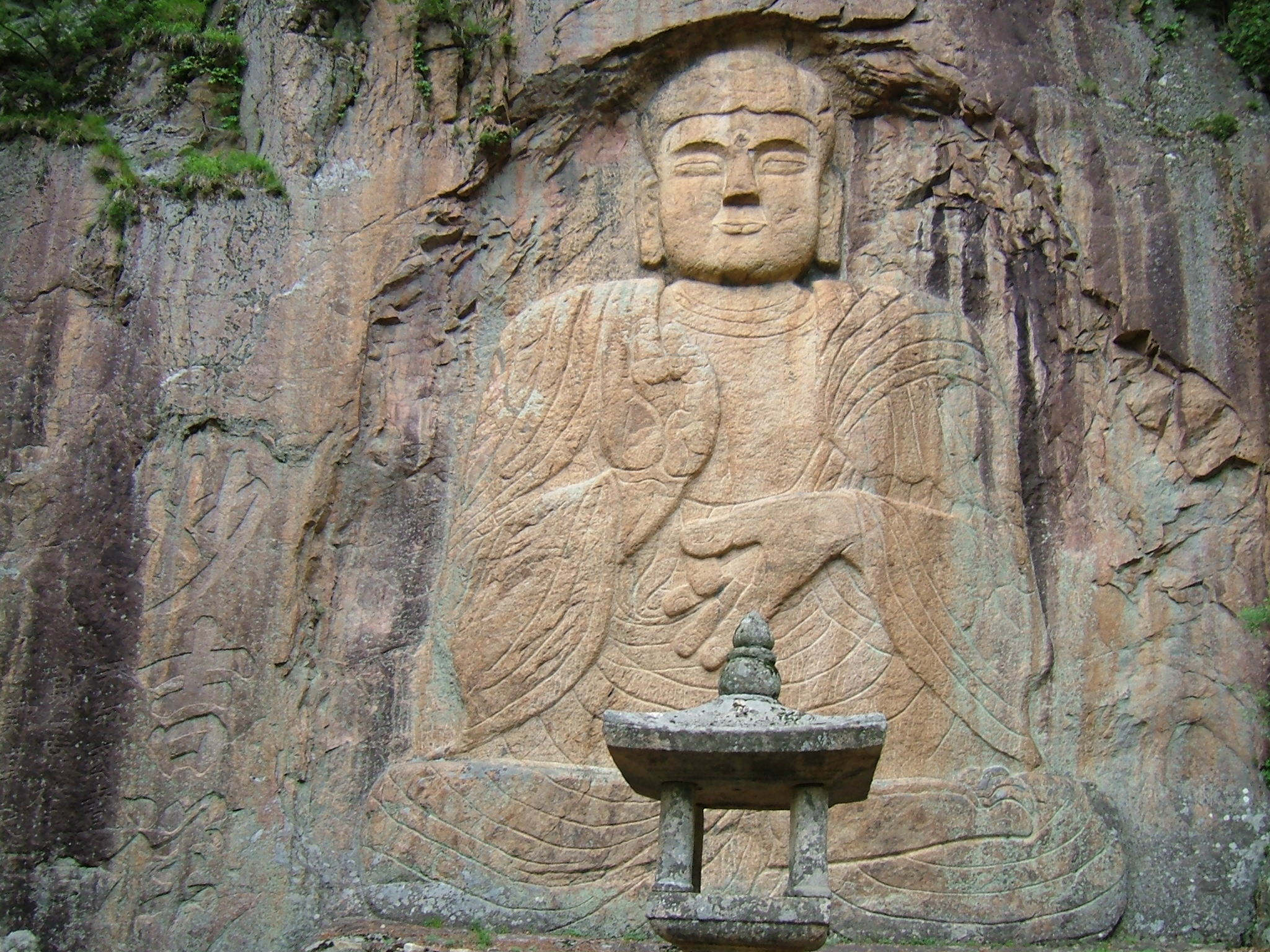
Escultura antiga de Buda, no Monte Kumgang.

Entretanto, o grupo budista norte-coreano é, declaradamente, maior que outros grupos religiosos; particularmente os cristãos, que são ditos como perseguidos pelas autoridades. O governo dá financiamento aos budistas para promover a religião, porque o budismo desempenha um papel fundamental na cultura tradicional coreana.
De acordo com o Human Rights Watch, atividades de liberdade religiosa não existem mais na Coreia do Norte, enquanto o governo patrocina grupos religiosos apenas para criar uma ilusão de liberdade religiosa. Conforme a Religious Intelligence, a situação norte-coreana é a seguinte:
- Irreligião: 15 460 000 adeptos (64,31% da população, uma vasta maioria dos quais são adeptos à filosofia Juche)
- Xamanismo coreano: 3 846 000 adeptos (16% da população)
- Cheondoismo: 3 245 000 adeptos (13,5% da população)
- Budismo: 1 082 000 adeptos (4,5% da população)
- Cristianismo: 406 000 adeptos (1,69% da população)

Pyongyang era o centro da atividade cristã na Coreia antes da Guerra da Coreia. Hoje em dia, existem quatro igrejas sancionadas pelo Estado, na qual os defensores da liberdade religiosa dizem ser vitrines para os estrangeiros. Estatísticas oficiais do governo reportam que existem 10 000 protestantes e 4 000 católicos romanos na Coreia do Norte.
De acordo com um ranking publicado pela Open Doors, uma organização que apoia cristãos perseguidos, a Coreia do Norte é atualmente o país com as mais severas perseguições dos cristãos no mundo. Grupos de direitos humanos, como a Anistia Internacional, também se manifestaram sobre perseguições religiosas na Coreia do Norte.

## Educação

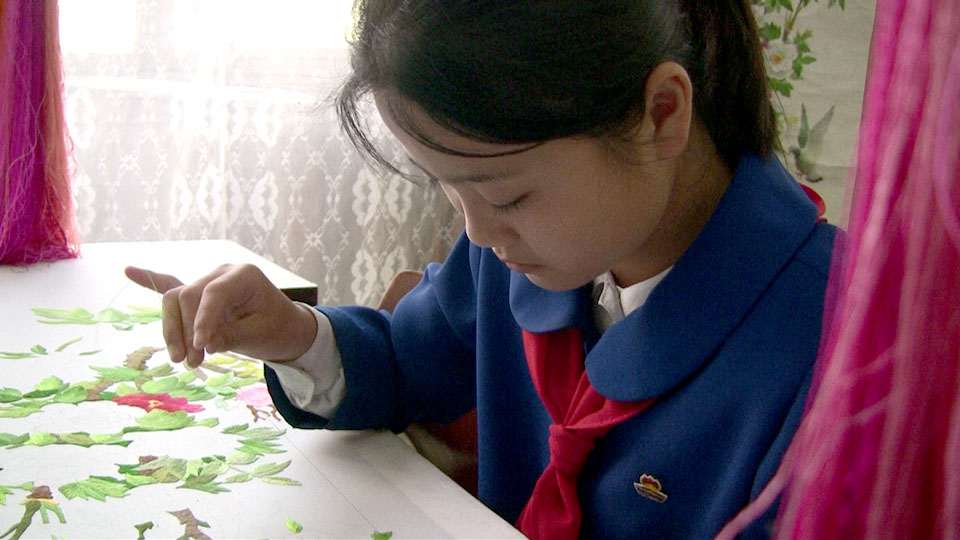
Uma jovem norte-coreana em uma escola de Mangyongdae.

A educação na Coreia do Norte é controlada pelo governo e é obrigatória até o nível secundário. A educação norte-coreana é gratuita, e o Estado fornece aos estudantes não apenas instrução e facilidades educacionais, mas também uniformes e livros didáticos. A heurística é altamente aplicada, a fim de desenvolver a independência e a criatividade dos alunos. A educação obrigatória dura onze anos, e inclui um ano de pré-escola, quatro anos da educação primária e seis anos da educação secundária. O currículo escolar norte-coreano consiste em ambos assuntos acadêmicos e políticos.
As escolas primárias são conhecidas como 'escolas do povo' e as crianças frequentam esta escola desde os seis até os nove anos de idade. Elas são, posteriormente, matriculadas em uma escola secundária regular ou uma escola secundária especial, dependendo de suas especialidades. Eles entram na escola secundária aos dez anos e deixam-na aos dezesseis.
O ensino superior não é obrigatório da Coreia do Norte. É composto de dois sistemas: ensino acadêmico e ensino superior. O sistema de ensino acadêmico inclui três tipos de instituições: universidades, escolas profissionais, e escolas técnicas. Escolas de pós-graduação para os níveis mestrado e doutorado são ligados às universidades, e servem a estudantes que quiserem continuar sua educação. Duas universidades notáveis na RDPC são: a Universidade Kim Il-sung e a Universidade de Ciência e Tecnologia de Pyongyang, ambas na capital norte-coreana Pyongyang. A primeira, fundada em outubro de 1946, é uma instituição elitizada cuja inscrição de 16 000 estudantes, no início da década de 1990, ocupa, em palavras de um observador, o "regime do sistema educacional e social norte-coreano."
A Coreia do Norte é um dos países mais alfabetizados do mundo, com um índice de alfabetização de 99%.

## Assistência médica
A assistência médica e os tratamentos médicos são gratuitos na Coreia do Norte. O governo norte-coreano gasta 3% de seu produto interno bruto em saúde. Desde a década de 1950, a RDPC pôs grande ênfase à assistência médica, e entre 1955 e 1986, o número de hospitais cresceu de 285 para 2 401, e o número de clínicas também teve um aumento de 1 020 para 5 644. Há hospitais ligados a fábricas e minas. Desde 1979, foi posta uma maior ênfase na medicina tradicional coreana, baseada no tratamento com ervas e acupuntura.
O sistema de saúde da Coreia do Norte tem tido um forte declínio desde os anos 1990, devido a desastres naturais, problemas econômicos, e escassez de alimentos e energia. Muitos hospitais e clínicas norte-coreanos sofrem, agora, com a falta dos equipamentos e medicamentos essenciais, água corrente e eletricidade.
Quase 100% da população tem acesso à água e saneamento, mas a água não é completamente potável. Doenças infecciosas como a tuberculose, a malária, e a hepatite B são considerdas endêmicas no país.
De acordo com estimativas de 2009, a expectativa de vida da Coreia do Norte era de 63,8 anos, quase equivalente à do Paquistão e Myanmar e pouco mais baixa que a da Rússia.
Entre outros problemas de saúde, muitos cidadãos norte-coreanos sofrem as sequelas da desnutrição, causada pela fome e relativa ao fracasso do programa de distribuição. O World Food Program das Nações Unidas, em 1998, revelou que 60% das crianças do país sofriam de desnutrição, e 16% eram gravemente desnutridas.